# Kovači (Kraljevo)
Pour les articles homonymes, voir Kovači.
Kovači (en serbe cyrillique : Ковачи) est une localité de Serbie située sur le territoire de la ville de Kraljevo, district de Raška. Au recensement de 2011, elle comptait 1 243 habitants.
Kovači est officiellement classé parmi les villages de Serbie.

## Démographie

### Évolution historique de la population
| 1948 | 1953 | 1961 | 1971  | 1981 | 1991 | 2002  | 2011  |
| ---- | ---- | ---- | ----- | ---- | ---- | ----- | ----- |
| 352  | 397  | 711  | 1 858 | 880  | 950  | 1 297 | 1 243 |

|  |